# Neft Daşları

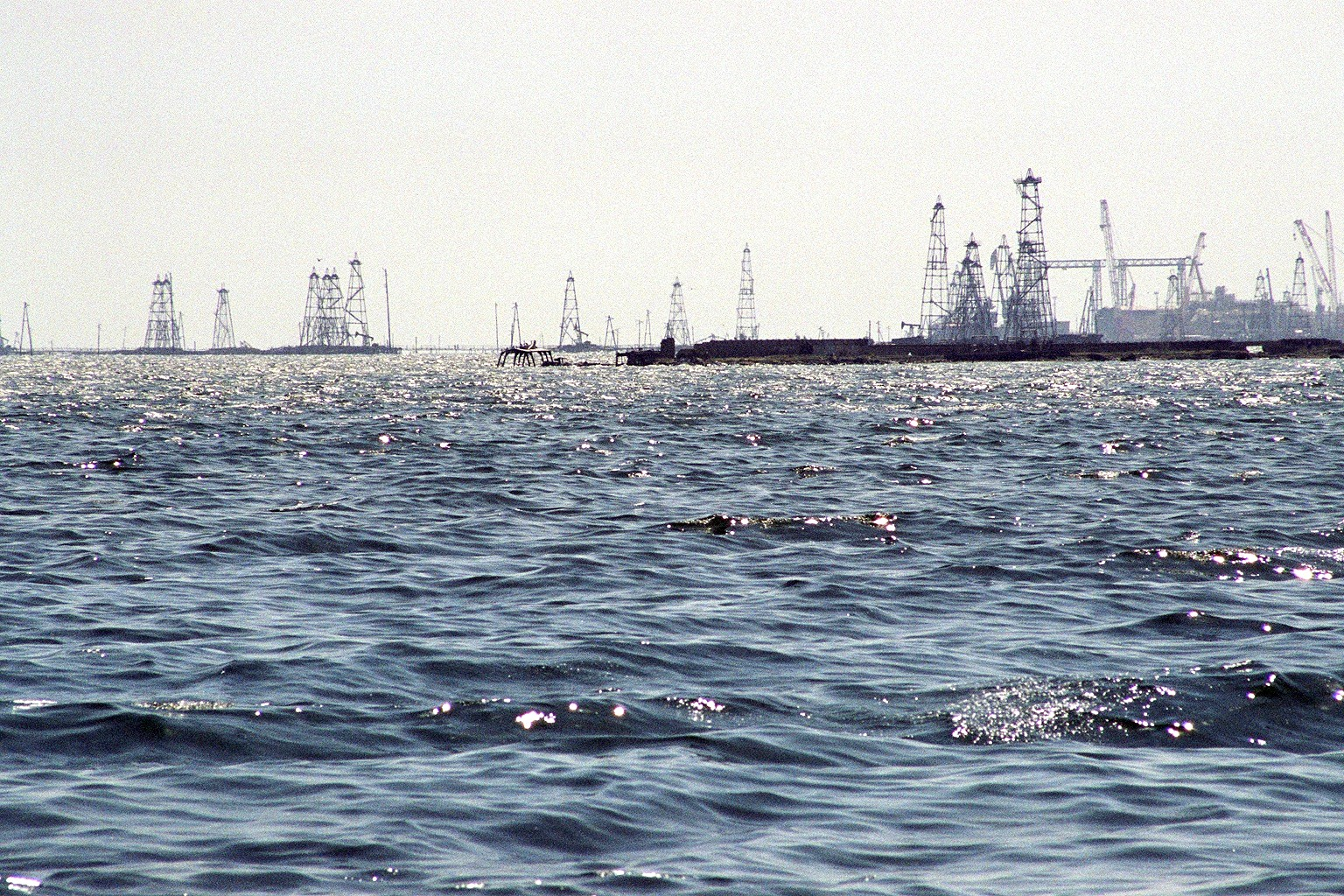
Bild der Anlagen von 2005

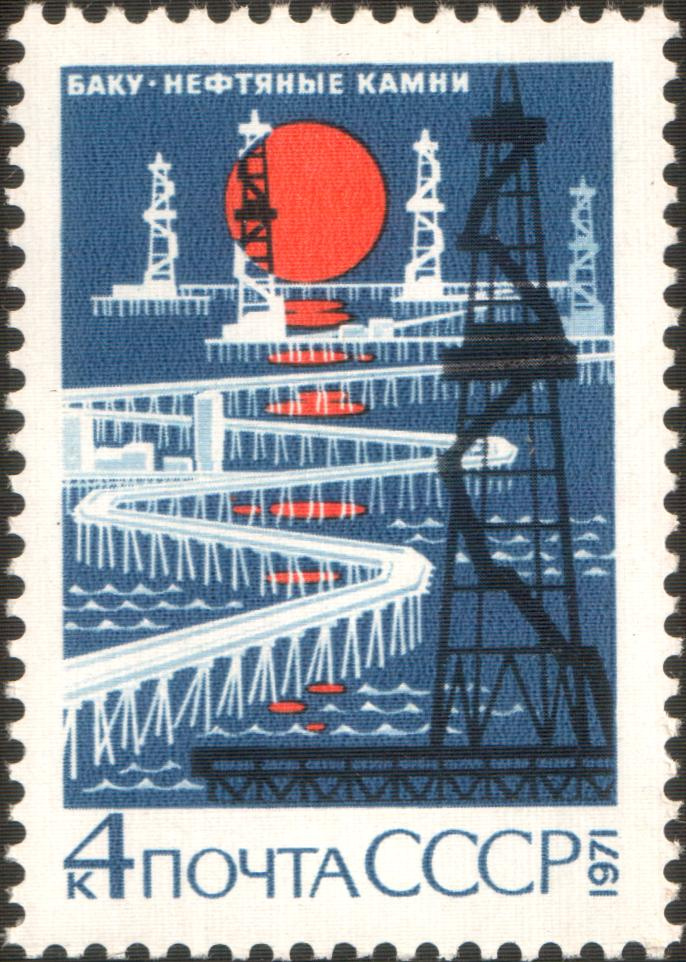
Sowjetische Briefmarke

Neft Dachlari (wörtlich: Ölfelsen, Erdöl-Steine) ist eine aserbaidschanische Bohrinsel im Kaspischen Meer. 
Die Bohrplattform wurde ab 1948 als weltweit erste Offshore-Bohrinsel von der damaligen Sowjetunion auf Stelzen im Kaspischen Meer angelegt. Sie hat einen Abstand von 45 km zur Küste der Halbinsel Abseron (auf der auch die aserbaidschanische Hauptstadt Baku liegt). Aufgrund eines Riffs beträgt die durchschnittliche Meerestiefe nur 20 Meter. Die Ölvorkommen befinden sich in einer Tiefe von 1100 Meter unter dem Meer. 
Zur Ölförderanlage gehört eine seit 1958 gebaute, aufgeständerte Siedlung, die über Wohnblocks, Geschäfte, Lebensmittelindustrie, zwei Kraftwerke (250 MW Leistung),  Kulturstätten und einen Park verfügt. In der ersten Bauphase entstanden neben eingeschossigen auch 16 zweigeschossige Wohnhäuser. Später, zwischen 1966 und 1975, kamen auch mehrere Wohngebäude mit fünf sowie eins mit neun Geschossen hinzu. Mit ihren 5000 Bewohnern und 300 km Straßen ist Neft Daşları die größte Bohrinsel der Welt. 
Das Fundament der Hauptsiedlung bilden versenkte Schiffe, darunter der weltweit erste Öltanker Zoroaster. Zur Blütezeit in den 1960er Jahren existierten in einem Umkreis von 30 Kilometern um die Siedlung 2000 Bohrplattformen, die mit Viadukten für den Lkw-Verkehr verbunden waren.
Teile des James-Bond-Filmes Die Welt ist nicht genug wurden 1999 auf einem Nachbau eines Teils dieser Bohrinsel im Exterior-Tank in den Pinewood Studios gedreht. Wegen der Spezialeffekte (Explosionen) war das Drehen am Originalschauplatz zu gefährlich.